# أسلوغ داهل
أسلوغ داهل (بالنرويجية: Aslaug Dahl)‏ هي متزحلقة نرويجية، ولدت في 23 مارس 1949 في نيسبي في النرويج.

## وصلات خارجية
- أسلوغ داهل على موقع أوليمبيديا (الإنجليزية)